# Starzec (Góry Krucze)
Starzec (niem. Der alte Berg, 722 m n.p.m.) – szczyt w południowo-zachodniej Polsce, w południowej części Gór Kruczych, w Sudetach Środkowych.
Zbudowany z permskich porfirów. Położony na południe od miejscowości Ulanowice (Lubawka).